# Diocèse de My Tho
Le diocèse de My Tho (en latin: Dioecesis Mythoensis, en vietnamien: Giáo phận Mỹ Tho) est un territoire ecclésial de l'Église catholique au Viêt Nam, suffragant de l'archidiocèse d'Hô-Chi-Minh-Ville (Saïgon). Le siège épiscopal est occupé actuellement par Mgr Pierre Nguyên Van Kham depuis sa nomination le 26 juillet 2014 par le pape François.

## Territoire
Le territoire du diocèse s'étend sur 9.262 km² au sud du pays dans le delta du Mékong. Il regroupe la province de Tien Giang et en partie celles de Dong Thap et de Long An. Il est divisé en 63 paroisses. Son siège est à la cathédrale de l'Immaculée-Conception de My Tho.

## Historique
Le diocèse a été érigé le 24 novembre 1960 par le décret de Jean XXIII, Venerabilium Nostrum, recevant son territoire du vicariat apostolique de Saïgon.
Les séminaristes du diocèse étudient au séminaire Saint-Joseph de Saïgon pour leur formation de futurs prêtres.

## Ordinaires
- Joseph Trãn-Vãn-Thiên † (24 novembre 1960 - 24 février 1989 décédé)
- André Nguyên Van Nam (24 février 1989 - 26 mars 1999)
- Paul Bùi Van Ðoc, (26 mars 1999 - 28 septembre 2013)[1]
- 28 septembre 2013-27 juillet 2014: vacant (Paul Bùi Van Ðoc, administrateur apostolique)
- depuis le 27 juillet 2014[2] : Pierre Nguyên Van Kham[3]

## Statistiques
- En 1970, le diocèse comptait 56 900 baptisés (4 % de la population) pour 62 prêtres (tous diocésains) et 83 religieuses.
- En 1974, il comptait 86 000 baptisés (inclus les réfugiés du nord, soit 5,5 % de la population) pour 53 prêtres (dont un régulier), un religieux et 186 religieuses.
- En 2000, il comptait 102 095 baptisés (2,2 % de la population) pour 79 prêtres (tous diocésains) et 161 religieuses.
- En 2002, il comptait 107 660 baptisés (2,5 % de la population) pour 77 prêtres (tous diocésains) et 150 religieuses.
- En 2007, il comptait 111 454 baptisés (2,6 % de la population) pour 82 prêtres (tous diocésains) et 218 religieuses.
- En 2013, il comptait 126 560 baptisés (2,4 % d'une population de 5 280 320), pour 121 prêtres diocésains et 4 prêtres réguliers, répartis sur 110 paroisses[4].
- En 2014, il comptait 126 860 baptisés (2,4 % d'une population de 5 288 620), 110 paroisses, 45 missions, 125 prêtres (121 diocésains, 4 réguliers), 9 religieux, 283 religieuses, 54 séminaristes[5].

### Adresse postale
- Toa Giam Muc, 32 Hung Vuong, Thanh-pho My Tho, Tien Giang, Viêt Nam.